# Farben meiner Welt
Farben meiner Welt ist das zweite Studioalbum der deutschen Pop-Sängerin Yvonne Catterfeld. Die von Dieter Bohlen produzierte CD wurde am 1. März 2004 im deutschsprachigen Raum in zwei verschiedenen Versionen veröffentlicht. Das Album konnte sich 45 Wochen in den deutschen Albumcharts halten und ist somit Catterfelds erfolgreichstes Studioalbum in Deutschland. Zudem wurde es in Deutschland mit Gold ausgezeichnet.

## Titelliste
Die Lieder Der Schlüssel, I Believe und Engel blicken nie zurück sind nur auf der Special-Edition des Albums enthalten.
| Nr. | Titel                                                            | Länge |
| --- | ---------------------------------------------------------------- | ----- |
| 1   | Du hast mein Herz gebrochen (Single-Version)                     | 3:25  |
| 2   | Wenn ich                                                         | 3:51  |
| 3   | Aus der Sicht des Mondes                                         | 4:05  |
| 4   | Einmal ist keinmal                                               | 3:32  |
| 5   | Die Zeit des Wartens                                             | 4:12  |
| 6   | Liebe war es nicht                                               | 4:06  |
| 7   | Reichtum der Welt                                                | 3:06  |
| 8   | Ihre Art zu Lachen                                               | 3:17  |
| 9   | Liebesbrief                                                      | 3:34  |
| 10  | Halt mich                                                        | 4:41  |
| 11  | Ich glaub an dich                                                | 3:55  |
| 12  | Du bleibst immer noch du (Single-Version)                        | 3:51  |
| 13  | Fliegen ohne Flügel                                              | 4:03  |
| 14  | Für immer und ewig                                               | 4:29  |
| 15  | Farben meiner Welt                                               | 4:00  |
| 16  | Sag mir – Was meinst du? (Single-Version)                        | 2:53  |
| 17  | Der Schlüssel (Bonustrack)                                       | 3:01  |
| 18  | I Believe (englische Version von Sag mir – Was meinst du?)       | 3:12  |
| 19  | Engel blicken nie zurück (Bonustrack aus dem Musical Barbarella) | 4:31  |

## Hintergrund
Nachdem Catterfeld mit ihrem Debütalbum Meine Welt im Jahre 2003 einen Verkaufsrekord erreichen konnte, wurde 2004 auf das Gegenstück Farben meiner Welt gesetzt.

## Inhalt
Im Booklet der CD finden sich acht ausgewählte Songtexte wieder. Darunter ist auch der Titel Engel blicken nie zurück, der im Musical Barbarella 2004 uraufgeführt wurde. 
Zudem befinden sich viele Fotos der Sängerin im Booklet, einige in schwarz-weiß.
Vier der Lieder auf dem Album waren zuvor in englischer Sprache geschrieben, wurden dann aber übersetzt. Der Song Wenn ich war im Original If I; Fliegen ohne Flügel hieß zuerst If You Really Love Me. Des Weiteren lautete der Titelsong des Albums Farben meiner Welt zuerst A Moment in Love und der Titel Engel blicken nie zurück war zuerst als An Angel Has No Memory betitelt.

## Produktion und Veröffentlichung
Die sechzehn bzw. neunzehn Titel des Albums, darunter der Nummer-eins-Hit Du hast mein Herz gebrochen, wurden außer von Bohlen auch von Xavier Naidoo und dem Rapper Eko Fresh sowie von Jürgen Wind (Real McCoy und Maxx) produziert. Weitere Co-Produzenten waren Raimund Rahner, Tom Huber, William T. Davis, Phillippe van Eecke, Götz von Sydow, Boris Bruchhaus und Christoph Leis-Bendorff. Die Fotos des Albums schoss Mathias Bothor. Ronald Reinsberg erstellte das Design. Promotet wurde das Album vom Fernsehsender RTL. 2009 wurde Farben meiner Welt zusammen mit Catterfelds drittem Album Unterwegs als Geschenk Edition im Pappschuber veröffentlicht.

## Singleauskopplungen
Die erste Singleauskopplung Du hast mein Herz gebrochen belegte Platz 21 der meistverkauften Singles des Jahres 2004.
| Jahr | Titel                       | Höchstplatzierung, Gesamtwochen, AuszeichnungChartplatzierungen (Jahr, Titel, , Platzierungen, Wochen, Auszeichnungen, Anmerkungen) | Höchstplatzierung, Gesamtwochen, AuszeichnungChartplatzierungen (Jahr, Titel, , Platzierungen, Wochen, Auszeichnungen, Anmerkungen) | Höchstplatzierung, Gesamtwochen, AuszeichnungChartplatzierungen (Jahr, Titel, , Platzierungen, Wochen, Auszeichnungen, Anmerkungen) | Anmerkungen                           |
| Jahr | Titel                       | DE | AT | CH | Anmerkungen                           |
| ---- | --------------------------- | --- | --- | --- | ------------------------------------- |
| 2004 | Du hast mein Herz gebrochen | DE1 (16 Wo.)DE | AT4 (23 Wo.)AT | CH6 (13 Wo.)CH | Erstveröffentlichung: 12. Januar 2004 |
| 2004 | Du bleibst immer noch du    | DE21 (9 Wo.)DE | AT30 (10 Wo.)AT | CH53 (7 Wo.)CH | Erstveröffentlichung: 31. Mai 2004    |
| 2004 | Sag mir – Was meinst du?    | DE14 (11 Wo.)DE | AT21 (15 Wo.)AT | CH39 (6 Wo.)CH | Erstveröffentlichung: 4. Oktober 2004 |

## Kommerzieller Erfolg

### Chartplatzierungen
| ChartsChartplatzierungen | Höchstplatzierung | Wochen |
| ------------------------ | ----------------- | ------ |
| Deutschland (GfK)        | 2 (45 Wo.)        | 45     |
| Österreich (Ö3)          | 9 (22 Wo.)        | 22     |
| Schweiz (IFPI)           | 7 (8 Wo.)         | 8      |

| ChartsJahrescharts (2004) | Platzierung |
| ------------------------- | ----------- |
| Deutschland (GfK)         | 36          |

### Auszeichnungen für Musikverkäufe
| Land/Region        | Auszeichnungen für Musikverkäufe (Land/Region, Auszeichnung, Verkäufe) | Verkäufe |
| ------------------ | ---------------------------------------------------------------------- | -------- |
| Deutschland (BVMI) | —                                                                      |          |
| Insgesamt          | 1× Gold ·                                                              | 100.000  |

## Videoalbum
Eine gleichnamige DVD erschien am 25. November 2004. Sie beinhaltet verschiedene Videosequenzen und Making-of-Aufzeichnungen sowie die bis dato sieben veröffentlichten Musikvideos der Sängerin. Die DVD hat eine Gesamtlaufzeit von etwa 133 Minuten und ist ohne Altersbeschränkung freigegeben. Dem ganzen ist eine Fotogalerie und ein Soundcheck beigefügt.

### Titelliste
1. Der Beginn einer wunderbaren Freundschaft mit Udo Lindenberg
2. Kurztrip nach London zu Dave Steward
3. Überraschung! – Ein BAMBI
4. Happy Birthday!
5. Ein Tag im Dezember
6. Fotoshooting für die CD Farben meiner Welt
7. Studio - Studio - Studio (Xavier Naidoo, Eko Fresh)
8. BEN und ich Backstage bei The Dome 29
9. Award-Glück beim ECHO 2004

Musikvideos
1. Komm zurück zu mir
2. Niemand sonst
3. Gefühle
4. Für dich
5. Du hast mein Herz gebrochen
6. Du bleibst immer noch du
7. Sag mir – Was meinst du?